# Tony Hawk
Tony Hawk, ameriški poklicni rolkar, * 12. maj 1968, Carlsbad, Kalifornija, ZDA.
Hawk dandanes velja za enega najboljših rolkarjev na svetu. Njegova položaj v svetu rolkanja je primerljiv s položajem Michael Jordana v košarki. Področje rolkanja, ki ga obvlada je vertikalno rolkanje, njegov položaj na rolki pa je goofy.
V preteklosti je bil lastnik svojega half-pipea, ki mu ga je naredil oče, ko je še živel s svojo prvo ženo Cindy in sinom Rileyem. Njegovo takratno hišo so imeli za popolno rolkarsko igrišče.
Leta 2000 je Hawk podpisal pogodbo z založnikom računalniških iger Activision za uporabo njegove podobe v video igri imenovani Tony Hawk's Pro Skater. Igra je doživela 5 popularnih nadaljevanj: Tony Hawk's Pro Skater 2, Tony Hawk's Pro Skater 3, Tony Hawk's Pro Skater 4, Tony Hawk's Underground in Tony Hawk's Underground 2. Če naslovu odvzamemo apostrof, dobimo ime britanskega komika Tony Hawks, ki na svoji spletni strani objavlja komične odgovore zmedenim oboževalcem (Tony Hawksovi odgovori na elektronska sporočila Arhivirano 2004-12-04 na Wayback Machine.).
Hawk je dosegel popularnost tudi izven rolkanja in je nastopil v reklamah za mnogo podjetij, npr. Apple računalniki in Domino's Pizza. Njegov lik se je pojavil tudi v televizijskih nanizankah, kot so Rocket Power, The Simpsons, Max Steel, Sifl and Olly in Viva la Bam, filmih kot so Jackass: The Movie in Dogtown and Z-Boys, in je odigral stranske akcijske v filmih, kot sta Gleaming the Cubegg in Police Academy 4.
Najbolj medijsko pokrivani trik v zgodovini rolkanja je bil Hawkov 900-stopinjski obrat, ki ga je odpeljal po 11 poskusih na X gamesih leta 1999. Njegov vzdevek je "birdman". 
| - Birdhouse (1992 - ) | - OP King Of Skate (900 Films, 2003) |